# Петренко, Анна Ивановна

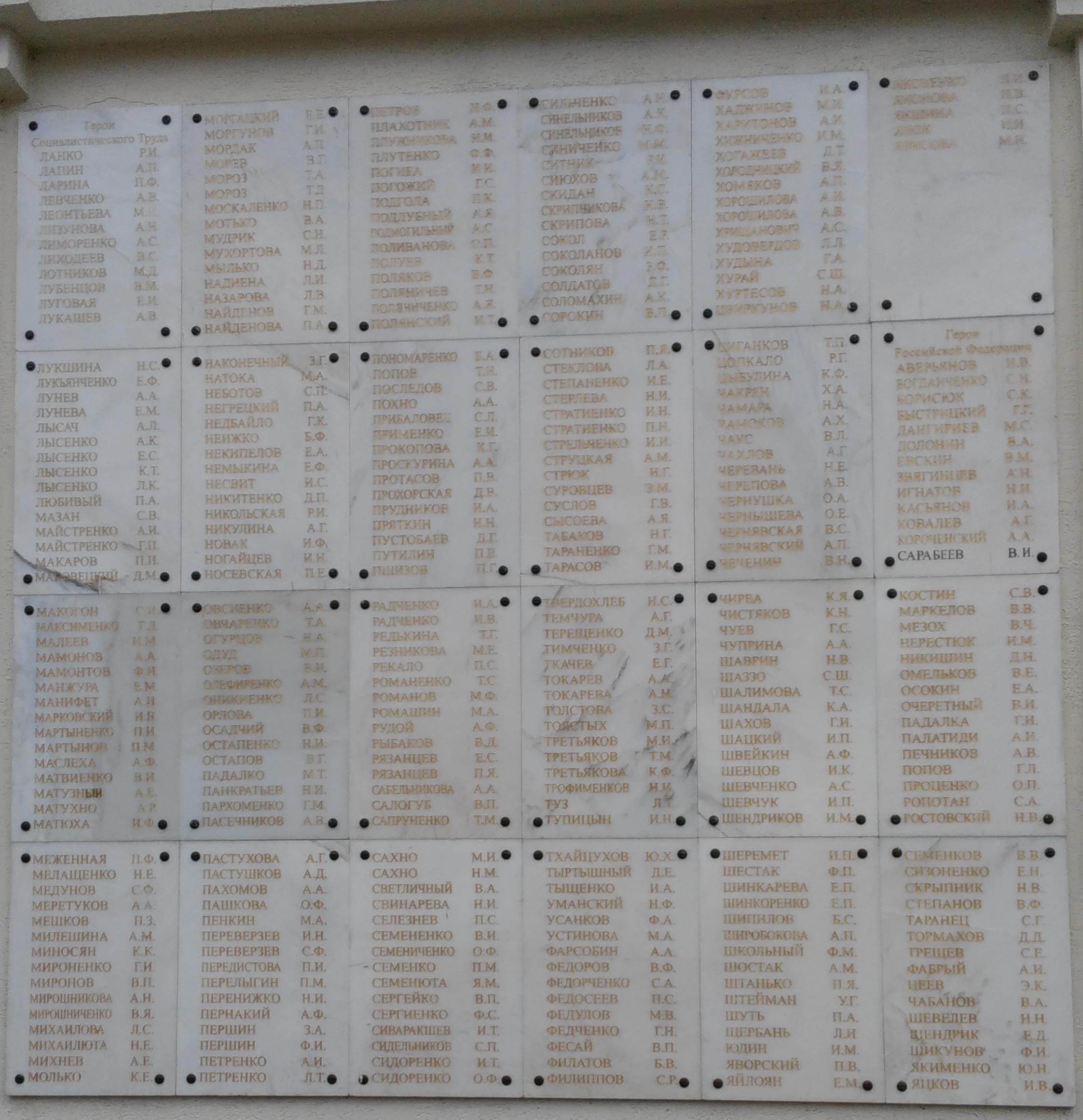
Мемориальная доска с именами Героев Социалистического Труда Кубани и Адыгеи. Краснодар

Анна Ивановна Петренко (Пустой шаблон {{ВД-Преамбула}} ) — звеньевая семеноводческого совхоза «Кубань» Министерства совхозов СССР, Гулькевичский район Краснодарского края. Герой Социалистического Труда (06.04.1948).

## Биография
Родилась в 1907 году в селе Ардагинском (ныне не существует) Курской области в семье крестьянина. Русская.
С 1927 года А. И. Петренко работала в семеноводческом хозяйстве, преобразованном в совхоз «Кубань», позже возглавила полеводческое звено 4-го отделения по выращиванию зерновых и сахарной свеклы.
В 1944 году её звено с каждого из 200 гектаров собрало по 13 центнеров овса и с 40 гектаров кукурузы – по 32 центнера зерна. В засушливом 1946 году звено А. И. Петренко вырастило на закреплённых участках 5-го отделения урожай озимой пшеницы по 22,1 центнера с гектара, звеньевая была награждена орденом Ленина.. 
С 1947 года совхоз устанавил тесную связь с Краснодарской селекционной станцией. В совхозе выросли замечательные мастера земледелия. Имена их известны всей стране. Правительство высоко оценило труд рабочих и специалистов совхоза, Указом Президиума Верховного Совета СССР большая группа работников совхоза, за получение высоких урожаев, была награждена орденами и медалями. Прудников, Иван Александрович — директор семеноводческого совхоза «Кубань», получивший урожай пшеницы 31,3 центнера с гектара на площади 374,5 гектара, и одиннадцать человек удостоены почётного звания Героя Социалистического труда.
По итогам работы 1947 года звено Петренко получило урожай пшеницы 33,54 центнеров с гектара на площади 12 гектаров..
Указом Президиума Верховного Совета СССР от 6 апреля 1948 года за получение высоких урожаев пшеницы при выполнении совхозами плана сдачи государству сельскохозяйственных продуктов в 1947 году и обеспеченности семенами всех культур в размере полной потребности для весеннего сева 1948 года звеньевой семеноводческого совхоза «Кубань» Министерства совхозов СССР Петренко Анне Ивановне присвоено звание Героя Социалистического Труда с вручением ордена Ленина и золотой медали «Серп и Молот».
Была неоднократной участницей ВСХВ и ВДНХ, и в последующие годы её звено добивалось высоких показателей в социалистическом соревновании продолжало получать отличные урожаи по 55–60 центнеров кукурузного зерна с каждого гектара.

## Награды
- Медаль «Серп и Молот» (06.04.1948);
- Орден Ленина (19.03.1947).
- Орден Ленина (06.04.1948).
- Медаль «За трудовую доблесть»
- Медаль «В ознаменование 100-летия со дня рождения Владимира Ильича Ленина» (6 апреля 1970)
- Медаль «Ветеран труда»
- медалями ВСХВ и ВДНХ

- и другими
- Отмечена грамотами и дипломами.

## Память
- На могиле установлен надгробный памятник.
- Имя Героя золотыми буквами вписано на мемориальной доске в Краснодаре.
- В 2012 году открыта «Аллея Славы» у дворца культуры поселка Кубань с портретом Героя совхоза.